# Augustowska Ikona Matki Boskiej
Augustowska Ikona Matki Boskiej (w tradycji prawosławnej znana jako Augustowska Ikona Matki Bożej) – obraz sakralny przedstawiający wizerunek Maryi z Dzieciątkiem Jezus na lewej ręce i wskazującej prawą ręką na zachód, otoczony kultem religijnym i uznawany za cudowny, czczona w Rosyjskiej Cerkwi Prawosławnej, napisana dla upamiętnienia objawienia w 1914 r. żołnierzom rosyjskim przed rozpoczęciem bitwy nad jeziorami niedaleko Augustowa (ówcześnie w Guberni Suwalskiej Cesarstwa Rosyjskiego, obecnie w Polsce w województwie podlaskim) 13-14 września 1914 r.

## Historia
Według relacji żołnierzy rosyjskich, w nocy z 13 na 14 września 1914 r. ujrzeli na niebie Matkę Boską z Dzieciątkiem Jezus na jednym ręku, a drugą ręką wskazującą na zachód, skąd nacierała armia niemiecka. Po tym zdarzeniu rozegrała się bitwa pod Augustowem zakończona wielkim zwycięstwem wojsk rosyjskich. W bitwie tej, według relacjonujących, żaden ze świadków objawienia nie zginął. Wiadomość o tym zdarzeniu została opublikowana w prasie kościelnej i świeckiej, m.in. w polityczno ekonomicznym piśmie „Wiadomości giełdowe” (ros. Биржевые Ведомости), wywołując duże poruszenie w wojsku.
Wydanie gazety z 25 września 1914 r. informowało: „interesujący w swej treści list otrzymano od generała Sz., dowódcy samodzielnej jednostki na pruskim teatrze działań wojennych. Napisano go 18 września, prawie w przeddzień bitwy pod Augustowem. Przytaczamy jego fragment dosłownie.

…po naszym wycofaniu się, jeden z naszych oficerów z połową szwadronu widział objawienie. Dopiero co rozbili obóz. Była godzina 11 wieczorem. Wtedy przybiega szeregowy z przerażeniem na twarzy i mówi: „Wasza dostojność, proszę iść”. Porucznik R. poszedł i widzi na niebie Matkę Boską z Jezusem Chrystusem na rękach, jedną ręką wskazującą na zachód. Wszyscy niżsi rangą klęczą i modlą się. Długo patrzył na objawienie. Potem ta wizja zmieniła się w wielki krzyż i zniknęła…

Pierwsze ikonograficzne wizerunki tego wydarzenia pojawiły się jeszcze w 1914 r. Pierwszą wersję ikony o charakterze Eleusy wykonał malarz i grafik Iwan Sidorowicz Iżakiewicz, a projekt ten w postaci grafiki ukazał się drukiem 21 listopada 1914 r. w dzienniku "Niwa".
Inny ikonograficzne wizerunki tego wydarzenia pojawiły się w 1915 r. Na polecenie cara Mikołaja II w dużym nakładzie wydrukowane zostały ulotki frontowe przedstawiające objawienie i krótki jego opis. 12 listopada 1915 r. ukończono ikonę Matki Boskiej Augustowskiej, której wykonanie zlecił metropolita moskiewski i kołomieński Makary (Michaił Andriejewicz Niewski). W dolnej części ikony umieszczono napis: „Ta ikona została stworzona w podziękowaniu za zachowanie w zdrowiu kozaków z Klecko Pocztowskiego”. Poniżej widnieją 52 nazwiska kozaków, świadków objawienia oraz data: 1915 r. 12 listopada. Święty Synod Rosyjskiej Cerkwi Prawosławnej rozważał kwestię objawienia Matki Boskiej przez około półtora roku i 31 marca 1916 r. podjął następującą decyzję:

[…] oddając chwałę i dziękczynienie Panu Bogu, troszczącemu się cudownie przez modlitwę Matki Przeczystej o wszystkich, którzy modlą się do Niego gorliwie i szczerze, Święty Synod uznaje godnym zachować w pamięci rosyjskiego narodu wspomniane wydarzenie objawienia się Matki Bożej i postanawia: błogosławić na oddawanie czci w świątyniach i domach wiernych ikonom przedstawiającym wymienione objawienie Matki Bożej rosyjskim żołnierzom […].

Ikona została przeniesiona do monasteru kremieńskiego Świętego Wniebowstąpienia Pańskiego w hutorze Sauszkin (obecnie rejon kletski obwodu wołgogradzkiego), gdzie była przechowywana do 1918 r. Po zamknięciu monasteru ikonę uratował ostatni jego przełożony, archimandryta Pantalejmon, który zabrał ją ze zbezczeszczonej siedziby. Dalsze losy ikony są pełne tajemnic – prawdopodobnie archimandryta ukrywał się wraz z ikoną w Pustyni Sierocej, starożytnym eremie jaskiniowym na prawobrzeżnym Donie nieopodal stanicy Sierocej. W czasach radzieckich ikona została podzielona na dwie części, aby łatwiej było ją ukryć. Po śmierci archimandryty Pantalejona była przechowywana w starej cerkwi w mieście Frołowo (w obwodzie wołgogradzkim).
W następstwie tego, że w 1992 r. kremieński monaster Świętego Wniebowstąpienia Pańskiego został zwrócony Rosyjskiej Cerkwi Prawosławnej, ikona wróciła do pierwotnej siedziby, gdzie przebywa do dziś. Drogi krzyżowe z ikoną odbywają się współcześnie na terenie rejonu kletskiego, gromadząc wielu wiernych i odnotowując przypadki cudownych uzdrowień.
28 lutego 2008 r. na wniosek Rady Wydawniczej Rosyjskiej Cerkwi Prawosławnej, patriarcha moskiewski i całej Rusi Aleksy II błogosławił wprowadzenie do kalendarza cerkiewnego święta ku czci Augustowskiej ikony Matki Bożej na dzień 14 września (1 września według kalendarza juliańskiego), czyli dzień rocznicy cudownego objawienia.